# Olympische Jugend-Winterspiele 2024/Teilnehmer (Libanon)
| Gelbes Symbol für Goldmedaillen mit stilisierten Olympischen Ringen | Graues Symbol für Silbermedaillen mit stilisierten Olympischen Ringen | Braundes Symbol für Bronzemedaillen mit stilisierten Olympischen Ringen |
| ------------------------------------------------------------------- | --------------------------------------------------------------------- | ----------------------------------------------------------------------- |
| —                                                                   | —                                                                     | —                                                                       |

Der Libanon nahm an den Olympischen Jugend-Winterspielen 2024 in der südkoreanischen Provinz Gangwon mit 5 Athleten (3 Frauen, 2 Männer).

## Teilnehmer nach Sportart

### Ski Alpin
| Athleten           | Wettbewerb   | Lauf 1      | Lauf 1 | Lauf 2      | Lauf 2 | Gesamt      | Gesamt |
| Athleten           | Wettbewerb   | Zeit        | Rang   | Zeit        | Rang   | Zeit        | Rang   |
| ------------------ | ------------ | ----------- | ------ | ----------- | ------ | ----------- | ------ |
| Frauen             |              |             |        |             |        |             |        |
| Kiana Sakkal       | Super-G      | —           | —      | —           | —      | DNS         | DNS    |
| Kiana Sakkal       | Riesenslalom | 1:00,69 min | 46     | 1:04,58 min | 37     | 2:05,27 min | 37     |
| Kiana Sakkal       | Slalom       | 1:07,14 min | 57     | DNF         | DNF    | DNF         | DNF    |
| Männer             |              |             |        |             |        |             |        |
| Alexandre El Hayek | Super-G      | —           | —      | —           | —      | DNS         | DNS    |
| Alexandre El Hayek | Riesenslalom | 1:00,16 min | 57     | 53,83 s     | 41     | 1:53,99 min | 42     |
| Alexandre El Hayek | Slalom       | DNF         | DNF    | DNF         | DNF    | DNF         | DNF    |

### Skilanglauf
| Athleten       | Wettbewerbe      | Zeit        | Rang |
| -------------- | ---------------- | ----------- | ---- |
| Frauen         |                  |             |      |
| Syrelle Lozom  | 7,5 km klassisch | 33:46,1 min | 67   |
| Karen Succar   | 7,5 km klassisch | 39:14,7 min | 74   |
| Männer         |                  |             |      |
| Marcelino Tawk | 7,5 km klassisch | 26:33,6 min | 72   |

| Athleten       | Wettbewerbe     | Qualifikation | Qualifikation | Viertelfinale | Viertelfinale | Halbfinale    | Halbfinale    | Finale        | Finale        | Rang |
| Athleten       | Wettbewerbe     | Zeit          | Rang          | Zeit          | Rang          | Zeit          | Rang          | Zeit          | Rang          | Rang |
| -------------- | --------------- | ------------- | ------------- | ------------- | ------------- | ------------- | ------------- | ------------- | ------------- | ---- |
| Frauen         |                 |               |               |               |               |               |               |               |               |      |
| Syrelle Lozom  | Sprint Freistil | 5:15,32 min   | 77            | ausgeschieden | ausgeschieden | ausgeschieden | ausgeschieden | ausgeschieden | ausgeschieden | 77   |
| Karen Succar   | Sprint Freistil | 5:33,30 min   | 78            | ausgeschieden | ausgeschieden | ausgeschieden | ausgeschieden | ausgeschieden | ausgeschieden | 78   |
| Männer         |                 |               |               |               |               |               |               |               |               |      |
| Marcelino Tawk | Sprint Freistil | 4:22,40 min   | 80            | ausgeschieden | ausgeschieden | ausgeschieden | ausgeschieden | ausgeschieden | ausgeschieden | 79   |